# Enfouissement de jeux vidéo par Atari
Vous lisez un « article de qualité » labellisé en 2015.
L'enfouissement de jeux vidéo par Atari est un événement qui s'est déroulé en septembre 1983 dans une décharge située à Alamogordo au Nouveau-Mexique.
En 1983, l'entreprise de jeu vidéo Atari enfouit de nombreuses cartouches de jeu vidéo et des consoles de jeu invendues dans la décharge d'Alamogordo, à la suite de mauvais résultats commerciaux. Les causes de cette action sont essentiellement économiques : il s'agit de réduire les stocks afin de bénéficier d'allègements fiscaux. Selon la presse de l'époque, les jeux vidéo enfouis sont notamment E.T. the Extra-Terrestrial, l'un des plus grands échecs commerciaux de l'histoire du jeu vidéo, et la version de Pac-Man sortie sur Atari 2600, succès commercial mais décrié par la critique.
Sitôt l'opération d’enfouissement rapportée par la presse, des doutes sont émis sur la véracité et sur l'étendue des faits ; certains considèrent pendant longtemps qu'il s'agit d'une légende urbaine. Cet événement, devenu une sorte d'icône culturelle et un symbole du krach du jeu vidéo de 1983, est le point d'orgue d'une année fiscale désastreuse pour Atari, finalement revendue en 1984 par sa société mère Warner Communications.
Le 26 avril 2014, dans le cadre d'un documentaire, des centaines d'exemplaires du jeu vidéo E.T. the Extra-Terrestrial, ainsi que d'autres jeux Atari, sont déterrés à Alamogordo. Cette découverte confirme ainsi un fait considéré jusqu'alors comme une légende. En novembre 2014, une vente sur eBay permet d'écouler des cartouches de jeux divers pour un total de 37 000 dollars. Une cartouche E.T. est alors vendue au prix de 1 537 dollars.

## Contexte historique et économique

### Difficultés financières

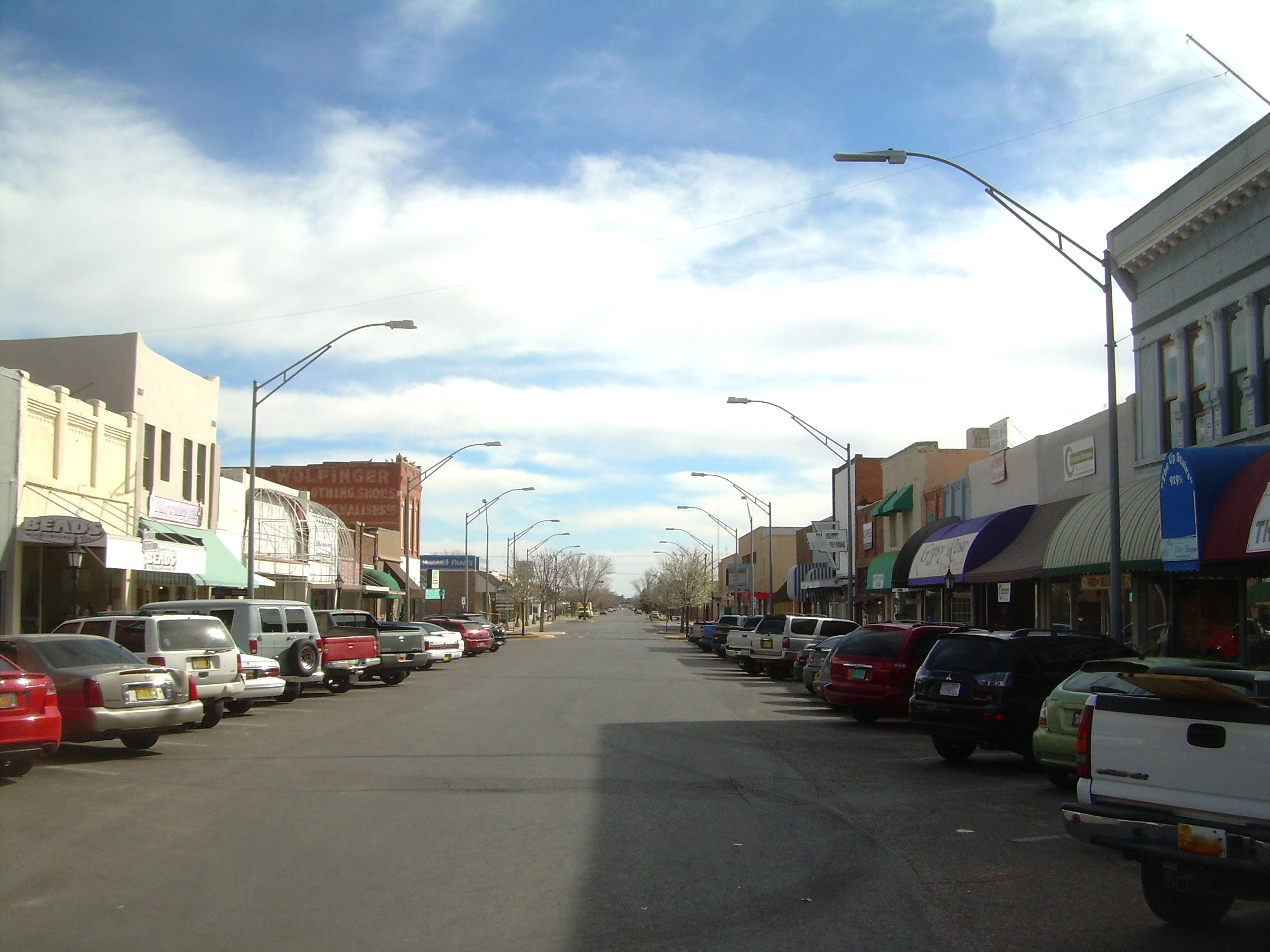
Alamogordo, au Nouveau-Mexique, ville où les enfouissements par Atari ont eu lieu.

En 1976, la société Atari est rachetée par la Warner Communications pour 28 millions de dollars, et voit sa valeur nette croître jusqu'à 2 milliards de dollars en 1982. À cette époque, Atari représente 80 % du marché du jeu vidéo, et plus de la moitié du chiffre d'affaires de sa société mère, rapportant près de 65 à 70 % des bénéfices d'exploitation.
À la fin de l'année 1982, la croissance prévisionnelle du chiffre d'affaires de l’entreprise est estimée à 50 % pour l'année 1983. Cependant, le 7 décembre 1982, Atari annonce que ses revenus ont seulement augmenté de 10 à 15 %. Le lendemain, la Warner Communications voit le prix de ses actions baisser d'un tiers et clôt le trimestre avec une baisse vertigineuse de ses bénéfices de 56 %. De plus, 23 minutes avant de divulguer officiellement les résultats d'Atari, en deçà des estimations prévues initialement, le PDG d'Atari, Ray Kassar, revend 5 000 actions de la Warner Communications. Ray Kassar est plus tard mis en cause au sujet de cette vente pour des soupçons de délits d'initié, mais blanchi par la Securities and Exchange Commission (SEC). En effet, ces 5 000 actions ne représentent en fait qu'une petite partie de son portefeuille d'actions dans cette société. Kassar, lavé de tout soupçon, doit toutefois quitter son poste à la présidence de l'entreprise en juillet 1983. Par la suite, Atari subit des pertes de près de 536 millions de dollars en 1983, conduisant la Warner Communications à vendre l'entreprise en 1984.

### Productions problématiques

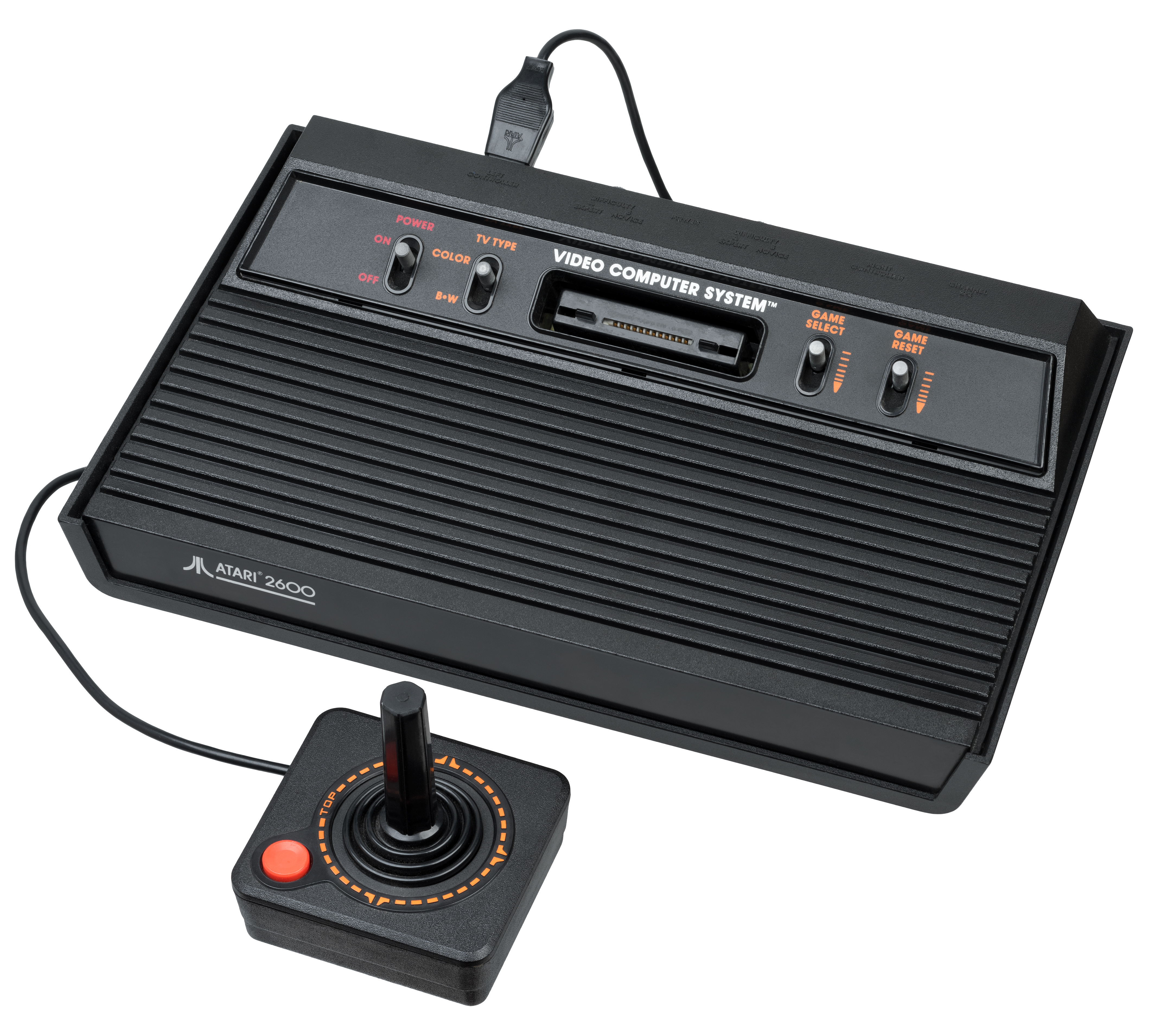
Une console Atari 2600, identique à celles suspectées d'avoir été enfouies avec les cartouches de jeux invendues par Atari.

Atari connaît quelques-uns de ses plus grands succès commerciaux en portant des jeux d'arcade sur sa console de salon, l'Atari 2600, qu'il s'agisse de ses propres productions comme Asteroids ou de jeux sous licence comme Space Invaders de Taito. Mais lorsque Atari sort Pac-Man, portage du jeu d'arcade de Namco, la société est convaincue que les ventes seront élevées et fait produire quelque 12 millions de cartouches de jeu alors même qu'elle n'a vendu qu'environ 10 millions de consoles Atari 2600. Les estimations effectuées par Atari lui permettent de penser que le jeu va devenir un énorme succès et que les gains s'élèveront à environ 500 millions de dollars ; de plus, Atari espère que les ventes du jeu vont accroître celles de consoles Atari 2600,. Mais à sa sortie en mars 1982, la version Atari du jeu Pac-Man est critiquée à cause de son très mauvais système de jeu. Le jeu se vend à près de 7,7 millions d'exemplaires ; un stock de près de 5 millions de cartouches reste invendu. Le problème s'amplifie avec le retour chez les détaillants de cartouches dont les clients mécontents demandent le remboursement,.
En plus de ces problèmes, Atari fait face à une autre grande difficulté liée à son adaptation vidéoludique du film E.T. l'extra-terrestre. Un accord entre la Warner Communications et le réalisateur du film, Steven Spielberg, est à l'origine de ce jeu. Mais en lieu et place d'une adaptation d'un jeu d'arcade ou d'une franchise à succès, E.T. the Extra-Terrestrial est le premier jeu vidéo à s'inspirer directement de l'univers d'un film. Plus tard, Warner Communications annonce avoir payé entre 20 et 25 millions de dollars pour acquérir les droits de la franchise, une somme assez importante à l'époque pour une licence concernant un jeu vidéo. Atari fait alors produire 5 millions de cartouches du jeu. Celui-ci, sorti en décembre 1982, ne se vend qu'à 1,5 million d'exemplaires et laisse Atari avec plus de la moitié de ses stocks invendus. Très fortement critiqué dès sa sortie, il est encore aujourd'hui considéré comme l'un des pires jeux jamais réalisés. En janvier 1983, Earl Paige, du magazine Billboard, signale le grand nombre d'invendus d'E.T. the Extra-Terrestrial. Cette mévente importante incite les détaillants à exiger le retour des cartouches du jeu chez le fabricant.
Les échecs cumulés de ces deux titres sont aggravés par les décisions stratégiques prises par Atari en 1981. Persuadée de l'important succès commercial de ses produits, l'entreprise exige de ses distributeurs qu'ils passent commande des productions Atari en une seule fois pour toute l'année 1982. Cependant, les ventes de jeux vidéo en 1982 ralentissent et les distributeurs, ayant commandé en masse en espérant un chiffre d'affaires élevé, n'ont d'autre choix que de retourner de grandes quantités d'invendus à Atari. En conséquence, l'entreprise se trouve rapidement en possession d'environ 10 millions de cartouches de jeux vidéo invendables,.

## Enfouissement

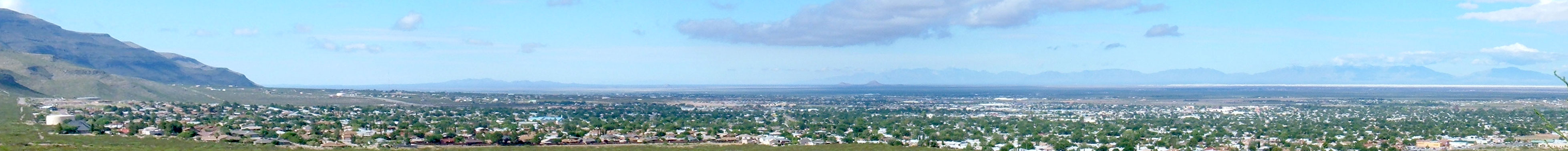
Panorama de la ville d'Alamogordo.

En septembre 1983, l'Alamogordo Daily News, un journal local de la ville d'Alamogordo au Nouveau-Mexique, rapporte dans une série d'articles que le contenu d'environ dix à vingt semi-remorques a été enterré dans la décharge municipale. Il s'avère qu'il s'agit de cartons Atari remplis de cartouches et de consoles provenant d'une réserve d'Atari à El Paso. C'est la première fois que l'entreprise a recours à cette décharge, choisie parce qu'il est interdit d'y fouiller les ordures et que ces dernières sont écrasées et enterrées chaque nuit. Atari justifie cet enfouissement par le remplacement de la console de jeu Atari 2600 par un nouveau modèle, l'Atari 5200, mais cette excuse est démentie par un de ses employés. Le représentant officiel d'Atari, Bruce Enten, déclare que ce sont surtout des objets cassés ou renvoyés par les clients, « des choses inutilisables », qui sont enfouis à Alamogordo.

La décharge se trouve dans la partie sud de la ville d'Alamogordo (en rouge, sur la carte simplifiée du comté d'Otero au Nouveau-Mexique).

Le 27 septembre 1983, l'agence de presse United Press International rapporte les témoignages de personnes ayant assisté aux opérations d'enfouissement. Elles déclarent que les objets jetés comprennent des cartouches de jeux comme E.T. the Extra-Terrestrial, Pac-Man et Ms. Pac-Man, ainsi que des consoles de jeu. Le lendemain, l'agence de presse Knight Ridder rapporte que « les enfants de cette ville de 25 000 habitants sont venus piller la tombe d'Atari et sont repartis avec des cartouches des jeux E.T. the Extra-Terrestrial, Raiders of the Lost Ark, Defender et Berzerk »,.
C'est également le 28 septembre 1983 que le New York Times rapporte l'histoire de l'enfouissement de matériels d'Atari au Nouveau-Mexique. Un des représentants de l'entreprise confirme l'histoire au journal, indiquant que les objets mis au rebut proviennent de l'usine d'Atari à El Paso, usine qui allait être fermée et transformée en centre de recyclage. Le site est placé sous surveillance pour empêcher les journalistes et le public de connaître la nature exacte des objets enfouis. L'article du Times précise le nombre de 14 semi-remorques mais ne mentionne aucun titre de jeu. Toutefois, les récits ultérieurs n'hésitent pas à faire le lien avec l'échec du jeu E.T. Plus tard, le titre d'un article de l'Alamogordo News, « City to Atari: 'E.T.' trash go home », semble également indiquer que certaines des cartouches étaient celles d'E.T. Par la suite, le journal justifie ironiquement le titre de cet article en précisant qu'« E.T. » ne signifierait qu'« Extra-territorial », l'article ne faisant aucune mention implicite au jeu.
Une dalle de béton commence à être coulée sur les produits Atari, concassés à partir du 29 septembre 1983, méthode inhabituelle dans le domaine de l'élimination des déchets. D'après un employé anonyme, il s'agit d'éviter que des enfants se blessent en fouillant les déchets parmi lesquels se trouvent des animaux morts. Cependant, Debora L. Carr rapporte dans son livre Home on the Strange que c'est à la demande d'Atari que cette dalle de béton a été coulée. En effet, les cartouches dérobées par les enfants se retrouvant dans les magasins de jeux vidéo d'occasion de la région, Atari passe alors un accord avec la décharge pour qu'elle recouvre les déchets par une couche de béton. La ville d'Alamogordo commence à élever des protestations contre la grande quantité de déchets Atari qui afflue depuis plusieurs jours et déclare ne pas vouloir devenir un dépôt pour les déchets industriels d'El Paso. Le gestionnaire local de la décharge ordonne l'arrêt de l'enfouissement peu de temps après. Cet enfouissement a donné lieu à l'adoption d'une loi de « gestion des urgences » (Emergency Management Act) par la ville d'Alamogordo ainsi qu'à la création d'un service appelé Emergency Management Task Force pour s'occuper des situations de crise. Le maire de l'époque, Henry Pacelli, précise qu'il ne souhaite plus voir de telles pratiques se reproduire dans sa ville.

## Postérité
Les informations contradictoires qui entourent l'ensevelissement donnent lieu à toutes sortes de spéculations, comme celle qui veut que la quasi-totalité des 3,5 millions de cartouches invendues d'E.T. the Extra-Terrestrial aient fini dans cette décharge, le matériel étant concassé et recouvert de béton. À ce titre, l’enfouissement est parfois évoqué sous l’appellation « E.T. Dump ». Les prototypes du projet de contrôleur de jeu Atari MindLink auraient été également détruits sur le site, ce qui n'a fait qu'alimenter les spéculations.
Au fil du temps, l'enfouissement acquiert un caractère de légende urbaine et sa véracité même est remise en question, tout comme son lien avec le ralentissement de l'industrie vidéoludique du début des années 1980, : il semble difficile d'imaginer qu'une société ayant mené l'Atari 2600 à un tel succès puisse être à l'origine de la destruction de jeux ou de consoles.
En octobre 2004, Howard Scott Warshaw, le programmeur responsable du jeu E.T. the Extra-Terrestrial, affirme que la destruction de millions d'exemplaires du jeu n'a jamais eu lieu. D'après lui, la chute d'Atari n'est pas le résultat de l'échec d'un jeu en particulier, mais plutôt la conséquence de ses pratiques commerciales, notamment le prétendu block booking, méthode de rachat en masse auprès des distributeurs de jeux difficiles à vendre en échange du placement de jeux à succès. Ce point de vue est repris par Travis Fahs du site web IGN, qui croit que les problèmes d'Atari, y compris son énorme surplus de stocks d'invendus, sont le résultat de la surestimation de la durée de vie et de la quantité des ventes de consoles Atari 2600 par la société vidéoludique.
John Wills, journaliste de la Pacific Historical Review, décrit également l'enfouissement comme une légende urbaine, le qualifiant de « largement reconnu mais rarement justifié ». Selon Wills, l'emplacement de l'endroit choisi et sa proximité avec la zone de tests nucléaires Trinity, ainsi que la zone de l'incident de Roswell, ont influencé l'inconscient collectif et conforté les croyances sur l'enfouissement.
L'incident devient également une sorte de symbole de représentation culturelle du krach du jeu vidéo de 1983 en Amérique du Nord, souvent citée comme un récit édifiant sur la démesure de mauvaises pratiques commerciales, malgré l'idée que l'enfouissement ait permis à Atari de diminuer ses stocks de matériel afin de bénéficier d’allègements fiscaux,,.
La légende de l’enfouissement est évoquée dans la culture populaire. Par exemple, le clip vidéo de la chanson When I Wake Up de Wintergreen présente le groupe se déplaçant sur le site d'enfouissement et déterrant des cartouches abandonnées. Le réalisateur de la vidéo, Keith Schofield, a auparavant travaillé sur des vidéos avec des musiques de jeux vidéo en fond sonore. Le roman Lucky Wander Boy de D. B. Weiss comporte une scène qui se déroule en dehors d'Alamogordo, dans laquelle deux des personnages discutent d'un parking qui a été construit sur le site de l'enfouissement. Le scénario du film Angry Video Game Nerd: The Movie sorti en 2014, tourne autour de l'histoire de l'enfouissement de 1983.

## Excavation

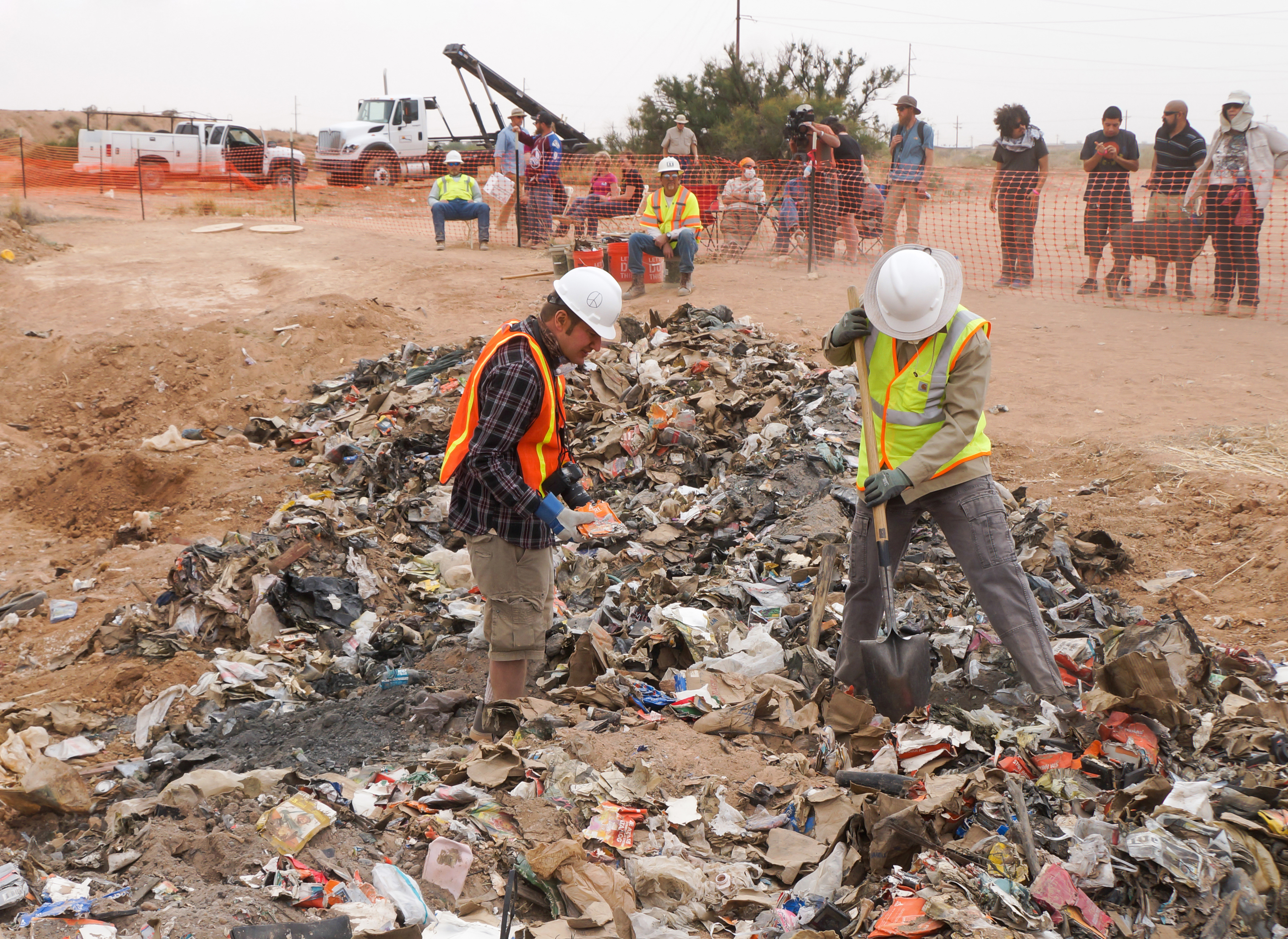
L'excavation de la décharge. Des boîtes de Yars' Revenge, Star Raiders, Pac-Man, Space Invaders, Defender et Warlords sont visibles.

Le 28 mai 2013, l'Alamogordo City Commission accorde à l'entreprise canadienne de divertissement Fuel Industries un permis de six mois d'accès à la décharge afin de filmer un documentaire sur l'enfouissement et pour lancer les fouilles sur le site. C'est Simon Chinn et Jonathan Chinn (qui ont respectivement produit le documentaire Le Funambule, et l'émission de télévision 30 Days), les directeurs de la société de production américano-britannique Lightbox, qui ont approché Mike Burns, CEO de Fuel Industries au sujet de l'enfouissement, mais au départ le but est uniquement de documenter le processus et découvrir ce qui a vraiment été enseveli. Cependant, dès que la nouvelle des futures fouilles s'est répandue, d'autres intérêts sont venus se greffer au projet.
Le 19 décembre 2013, Xbox Entertainment Studios annonce la création d'une série de documentaires produits par Lightbox sur l'émergence de l'ère digitale. Le premier, cofinancé par Microsoft, est centré sur l'enfouissement mystérieux qui a eu lieu à Alamogordo. Xbox Entertainment Studios prévoit de diffuser en 2014 le documentaire en exclusivité sur la Xbox One et Xbox 360,.
Malgré une interruption temporaire, en raison d'une plainte de la New Mexico Environmental Protection Division Solid Waste Bureau, prétextant des dangers potentiels, les problèmes rencontrés sont résolus début avril 2014, permettant aux travaux de débuter. L'excavation est lancée le 26 avril 2014 et ouverte au public. Le designer d'E.T. the Extra-Terrestrial, Howard Scott Warshaw, et le réalisateur, Zak Penn, assistent à l'événement dans le cadre du documentaire, ainsi que des habitants d'Alamogordo comme Armando Ortega, un fonctionnaire de la ville qui serait l'un des enfants ayant pillé la décharge en 1983,,,,.

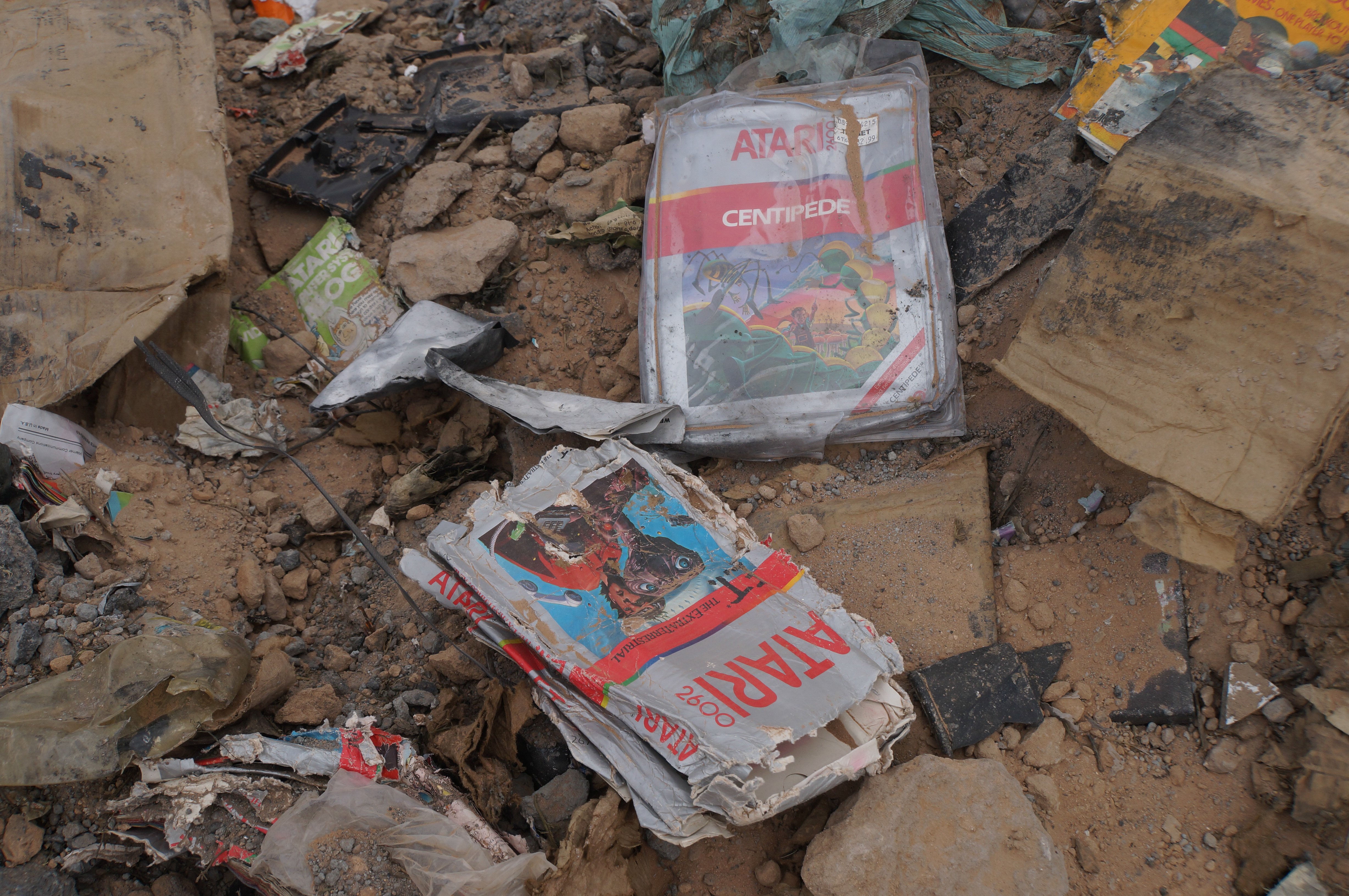
Preuves : E.T., Centipede, et d'autres matériels Atari découverts lors de la fouille.

James Heller, le manager d'Atari à l’époque chargé de l'enfouissement, est également sur place lors des fouilles et révèle à l'Associated Press que c'est lui qui avait ordonné de couler une chape de béton sur les déchets. Contrairement à la légende urbaine qui prétend que des millions de cartouches ont été enterrées, Heller déclare que seulement 728 000 cartouches ont été enfouies. Les vestiges des cartouches d'E.T. the Extra-Terrestrial et d'autres jeux Atari sont découverts dans les premières heures de l'excavation, rapporte Larry Hyrb de Microsoft, confirmant ainsi la légende,,. Les jeux E.T. ne représentent que 10 % de la totalité des jeux déterrés, parmi d'autres cartouches de jeu du catalogue Atari, ce qui confirme que la réputation d'E.T. en tant que pire jeu de tous les temps n'est pas la principale raison qui a poussé l'entreprise à mettre au rebut ses stocks,. Pour Curt Vendel, auteur du livre Atari Inc.: Business is Fun en 2012 sur l’histoire d'Atari, l'entreprise a pris de plein fouet la saturation du marché du jeu vidéo d'arcade, la compétition d'autres entreprises du jeu vidéo et des retours en masse de cartouches en provenance des détaillants. C'est une situation qu'Atari n'avait jamais rencontrée et à laquelle elle n'était pas préparée.
Finalement, le documentaire Atari: Game Over, qui porte sur le site de la décharge et les fouilles qui ont eu lieu, est diffusé le 20 novembre 2014. Réalisé par Zak Penn (réalisateur d'Incident au Loch Ness et co-scénariste d'Avengers et X-Men : L'Affrontement final), Atari: Game Over est proposé gratuitement sur le service Xbox Video (Microsoft Movies & TV) de la console de jeux vidéo du même nom,.

## Mises aux enchères
En mai 2014, le maire de la ville, Susie Galea, déclare au site web Polygon que la ville compte vendre les quelques centaines de cartouches qu’elle a en sa possession et qu'elle espère que la ville pourra faire du site maintenant célèbre un lieu touristique, en partie grâce à l'argent qui pourrait être récolté avec ces ventes. Le 10 septembre 2014, le conseil municipal d'Alamogordo (Alamogordo City Council) dévoile la mise aux enchères de 800 des 1 300 cartouches de jeux excavées au mois de mai 2014. La décision est prise à l'unanimité de sept votes. Joe Lewandowski, vice-président de la Tularosa Basin Historical Society et superviseur de l'excavation, déclare que les 500 dernières cartouches détenues par la Tularosa Basin Historical Society, qui sont stockées au musée New Mexico Museum of Space History à Alamogordo, seraient offertes à des musées du monde entier. Les ventes sont prévues petit à petit, deux semaines plus tard sur le site web du Alamogordo City Council et sur eBay, et se terminent deux semaines avant Noël 2014.

« [C’est comme voir] un phénix renaître du désert. »

— Déclaration de Joe Lewandowski au sujet de la mise en vente.
Les ventes sur eBay rapportent 37 000 $ à la mi-novembre 2014 et ont continué jusqu'à la fin de l'année,. Une des cartouches E.T. dans son emballage d'origine s'est notamment vendue au prix de 1 537 $,.
En décembre 2014, une des cartouches déterrées de jeu E.T. a été récupérée par la Smithsonian Institution pour son aspect à la fois représentatif du site d'enfouissement, mais aussi pour son aspect marquant de l'histoire vidéoludique, représentant « le défi permanent de faire une bonne adaptation de film en jeu vidéo, le déclin d'Atari, la fin d'une époque pour la fabrication de jeux vidéo, et le cycle de vie d'une cartouche de jeu vidéo ».
Le 28 août 2015, l'Alamogordo Daily News révèle que Lewandowski a annoncé le bilan final des ventes eBay le mardi précédent, le 25 août 2015, aux commissaires de la ville d'Alamogordo. Les enchères en ligne ont rapporté 107 930,15 dollars, dont 65 037,78 sont reversés à la ville d'Alamogordo, 16 259,44 à la Tularosa Basin Historical Society et 26 632,93 dollars ont servi à des frais divers comme les frais d'expédition.
Les 881 cartouches ont été vendues dans 45 États et 14 pays dont 6 jeux au Brésil et en Australie, 3 à Singapour, 22 en France, 54 au Canada et plus de 752 aux États-Unis. Plus de 60 titres différents du catalogue Atari ont été proposés, comme Asteroids, Missile Command, Warlords, Defender, Star Raiders, Swordquest, Phoenix, Centipede et Super Breakout.
Par ailleurs, Lewandowski indique que Fuel Industries et Lightbox possèdent 100 cartouches et que 23 ont été envoyées à des musées à travers le monde comme le Smithsonian Museum dans la ville de Washington, le Henry Ford Museum à Dearborn (Michigan), le Hamilton Toy Museum en Ontario (Canada) ou le Deutsches Film Museum à Francfort (Allemagne).
Il signale également qu'il reste 297 cartouches de jeux dans les archives et qu'elles seront peut-être revendues si un autre film sur les fouilles est tourné. Il déclare à ce sujet qu'un deuxième film est bien prévu même si absolument rien n'est défini.